# Retalhuleu (stad)
Retalhuleu is een stad en gemeente in Guatemala en is de hoofdplaats van het gelijknamige departement. Retalhuleu telt een kleine 91.000 inwoners (2018) en beschikt over een luchthaven met binnenlandse lijnvluchten naar Guatemala-Stad.